# Società Sportiva Calcio Palermo 1968-1969
Questa voce raccoglie le informazioni riguardanti la Società Sportiva Calcio Palermo nelle competizioni ufficiali della stagione 1968-1969.

## Stagione
Nella stagione 1968-1969, tornato dopo cinque anni in Serie A, il Palermo ottiene con 25 punti l'11º posto in classifica.
In casa il Palermo perde solamente due partite, contro Roma e Napoli. Contro i partenopei, il 16 marzo 1969 alla 22ª giornata, la partita finì 3-2 con gol di Barison per il Napoli, doppietta di Troja, poi Altafini su rigore e gol vittoria di Micelli per i partenopei. Dopo la realizzazione dal dischetto, Altafini fece il "gesto dell'ombrello" ai tifosi palermitani: seguì quindi un'invasione di campo e un fitto lancio di oggetti che colpì un guardalinee. Al termine dell'incontro l'arbitro romano Antonio Sbardella venne tratto in salvo da un elicottero dei Carabinieri atterrato in campo. Al Napoli venne poi assegnata la vittoria a tavolino per 2-0 e la Favorita fu squalificata per due turni.
Il caso Altafini finì poi davanti a un giudice, poiché una tifosa del Palermo denunciò Altafini per offese.
L'avventura in Coppa Italia termina nella Prima fase a gironi giocata nel mese di settembre. Il Palermo viene eliminato dopo la sconfitta contro il Catanzaro (2-1), il pareggio contro il Catania (1-1) e la vittoria contro il Napoli (1-0): alla luce di questi risultati la squadra è seconda in classifica, con 3 punti, a pari merito con i calabresi. Nel mese di dicembre la squadra partecipa per la seconda ed ultima volta nella sua storia alla Coppa Mitropa, venendo sconfitta per un totale di 3-1 dai cecoslovacchi dell'Internacionál Slovnaft Bratislava: l'andata in trasferta si concluse con una sconfitta per 3-0, mentre nella gara di ritorno il Palermo vinse per 1-0, ma quest’ultimo risultato non bastò per qualificarsi. La successiva esperienza europea del Palermo verrà vissuta 37 anni dopo, nel 2005.

## Organigramma societario
Area direttiva
- Presidente: Giuseppe Pergolizzi
- Vice Presidente: Renzo Barbera
- avv. Salvatorino Matta
- cav. Bellomare
- avv. Luigi Gioia
- dott. Giulio Cesare Cassina
- dott. Giovanni Grasso
- dott. Mercadante

Area tecnica
- Allenatore: Carmelo Di Bella

## Rosa
| N. |                   | Ruolo | Calciatore         |
| -- | ----------------- | ----- | ------------------ |
|    | Italia (bandiera) | P     | Giovanni Ferretti  |
|    | Italia (bandiera) | P     | Gianvito Geotti    |
|    | Italia (bandiera) | P     | Idilio Cei         |
|    | Italia (bandiera) | D     | Antonio Maggioni   |
|    | Italia (bandiera) | D     | Giuseppe Furino    |
|    | Italia (bandiera) | D     | Antonio De Bellis  |
|    | Italia (bandiera) | D     | Mario Giubertoni   |
|    | Italia (bandiera) | D     | Franco Landri      |
|    | Italia (bandiera) | D     | Giorgio Costantini |
|    | Italia (bandiera) | D     | Ido Sgrazzutti     |
|    | Italia (bandiera) | D     | Gastone Rizzato    |

| N. |                   | Ruolo | Calciatore         |
| -- | ----------------- | ----- | ------------------ |
|    | Italia (bandiera) | C     | Edoardo Reja       |
|    | Italia (bandiera) | C     | Sergio Pellizzaro  |
|    | Italia (bandiera) | C     | Carlo Lancini      |
|    | Italia (bandiera) | C     | Enzo Ferrari       |
|    | Italia (bandiera) | C     | Adolfo Gori        |
|    | Italia (bandiera) | C     | Alfredo Alario     |
|    | Italia (bandiera) | A     | Silvino Bercellino |
|    | Italia (bandiera) | A     | Graziano Landoni   |
|    | Italia (bandiera) | A     | Gaetano Troja      |
|    | Italia (bandiera) | A     | Gilbert Perrucconi |
|    | Italia (bandiera) | A     | Enrico Nova        |

## Risultati

### Serie A

#### Girone di andata
| Arbitro: | Michelotti (Parma) |

|                              |           |  |
| Riva 51’ Boninsegna 61’, 81’ | Marcatori |  |

| Torino 6 ottobre 1968 2ª giornata | Juventus        | 0 – 0 | Palermo | Stadio Comunale\| Arbitro: \| Genel (Trieste) \| |
| Arbitro:                          | Genel (Trieste) |       |         |                                                  |

| Arbitro: | Gonella (Torino) |

|                       |           |           |
| Pellizzaro 71’ (rig.) | Marcatori | 63’ Corso |

| Arbitro: | Torelli (Milano) |

|  |           |            |
|  | Marcatori | 81’ Furino |

| Palermo 3 novembre 1968 5ª giornata | Palermo          | 0 – 0 | Verona | Stadio La Favorita\| Arbitro: \| Branzoni (Pavia) \| |
| Arbitro:                            | Branzoni (Pavia) |       |        |                                                      |

| Arbitro: | Vacchini (Milano) |

|                   |           |  |
| S. Bercellino 39’ | Marcatori |  |

| Arbitro: | Gonella (Torino) |

|            |           |  |
| Sivori 13’ | Marcatori |  |

| Arbitro: | Bernardis (Roma) |

|                   |           |           |
| S. Bercellino 53’ | Marcatori | 52’ Golin |

| Arbitro: | D'Agostini (Roma) |

|                                         |           |             |
| Ferrari 1’, 85’ Pellizzaro 8’, 78’, 80’ | Marcatori | 44’ Incerti |

| Arbitro: | Toselli (Cormons) |

|                                                 |           |           |
| Piaceri 13’ (rig.) Joan 56’ Mascalaito 60’, 62’ | Marcatori | 44’ Troja |

| Arbitro: | Motta (Monza) |

|                           |           |               |
| Pellizzaro 6’ Ferrari 27’ | Marcatori | 52’ Cinesinho |

| Arbitro: | De Robbio (Torre Annunziata) |

|                     |           |  |
| Maraschi 47’ (rig.) | Marcatori |  |

| Arbitro: | Torelli (Milano) |

|                            |           |             |
| Capello 43’ Carpenetti 62’ | Marcatori | 49’ Ferrari |

| Arbitro: | Bernardis (Roma) |

|                            |           |  |
| Ferrari 16’ Pellizzaro 58’ | Marcatori |  |

| Arbitro: | Pieroni (Roma) |

|           |           |  |
| Prati 44’ | Marcatori |  |

#### Girone di ritorno
| Palermo 2 febbraio 1969 16ª giornata | Palermo        | 0 – 0 | Cagliari | Stadio La Favorita\| Arbitro: \| Monti (Ancona) \| |
| Arbitro:                             | Monti (Ancona) |       |          |                                                    |

| Arbitro: | Sbardella (Roma) |

|                      |           |            |
| Salvadore 14’ (aut.) | Marcatori | 52’ Haller |

| Milano 15 febbraio 1969, ore 18:30 18ª giornata | Inter            | 0 – 0 | Palermo | Stadio San Siro\| Arbitro: \| Di Tonno (Lecce) \| |
| Arbitro:                                        | Di Tonno (Lecce) |       |         |                                                   |

| Arbitro: | Gussoni (Tradate) |

|                   |           |  |
| S. Bercellino 65’ | Marcatori |  |

| Arbitro: | De Marchi (Pordenone) |

|              |           |  |
| Bui 13’, 71’ | Marcatori |  |

| Arbitro: | Possagno (Treviso) |

|                                       |           |                       |
| Poletti 45’, 60’ (rig.) Depetrini 82’ | Marcatori | 56’ (rig.) Pellizzaro |

| Arbitro: | Sbardella (Roma) |

|                |           |                                             |
| Troja 30’, 50’ | Marcatori | 19’ Barison 60’ (rig.) Altafini 77’ Micelli |

| Varese 23 marzo 1969 23ª giornata | Varese           | 0 – 0 | Palermo | Stadio Franco Ossola\| Arbitro: \| Di Tonno (Lecce) \| |
| Arbitro:                          | Di Tonno (Lecce) |       |         |                                                        |

| Arbitro: | Francescon (Padova) |

|                         |           |                     |
| Milan 21’ Novellini 75’ | Marcatori | 15’, 42’ Pellizzaro |

| Arbitro: | Vacchini (Milano) |

|                |           |  |
| Pellizzaro 50’ | Marcatori |  |

| Arbitro: | D'Agostini (Roma) |

|               |           |  |
| Cinesinho 28’ | Marcatori |  |

| Catania 27 aprile 1969 27ª giornata | Palermo               | 0 – 0 | Fiorentina | Stadio Cibali\| Arbitro: \| De Marchi (Pordenone) \| |
| Arbitro:                            | De Marchi (Pordenone) |       |            |                                                      |

| Arbitro: | Mascali (Desenzano del Garda) |

|  |           |                              |
|  | Marcatori | 57’ Cordova 84’, 90’ D'Amato |

| Arbitro: | Possagno (Treviso) |

|                            |           |  |
| Savoldi 43’ Bulgarelli 58’ | Marcatori |  |

| Palermo 18 maggio 1969 30ª giornata | Palermo             | 0 – 0 | Milan | Stadio La Favorita (17 160 spett.)\| Arbitro: \| Bernardis (Trieste) \| |
| Arbitro:                            | Bernardis (Trieste) |       |       |                                                                         |

### Coppa Italia - Girone Due
| Arbitro: | Di Tonno (Lecce) |

|                       |           |           |
| Aristei 32’ Braca 43’ | Marcatori | 60’ Troja |

| Arbitro: | Picasso (Chiavari) |

|                     |           |                 |
| Grossetti 1’ (rig.) | Marcatori | 28’ (rig.) Nova |

| Arbitro: | Carminati (Milano) |

|  |           |           |
|  | Marcatori | 55’ Troja |

### Coppa Mitropa
| dicembre 1968 Ottavi di finale - Andata | Internacionál Slovnaft Bratislava | 3 – 0 referto | Palermo |  |

| dicembre 1968 Ottavi di finale - Ritorno         | Palermo   | 1 – 0 referto | Internacionál Slovnaft Bratislava |  |
| \| \| \| \| \| Pellizzaro 59’ \| Marcatori \| \| |           |               |                                   |  |
|                                                  |           |               |                                   |  |
| Pellizzaro 59’                                   | Marcatori |               |                                   |  |

## Statistiche

### Statistiche di squadra
| Competizione  | Punti | In casa | In casa | In casa | In casa | In casa | In casa | In trasferta | In trasferta | In trasferta | In trasferta | In trasferta | In trasferta | Totale | Totale | Totale | Totale | Totale | Totale | DR  |
| Competizione  | Punti | G       | V       | N       | P       | Gf      | Gs      | G            | V            | N            | P            | Gf           | Gs           | G      | V      | N      | P      | Gf     | Gs     | DR  |
| ------------- | ----- | ------- | ------- | ------- | ------- | ------- | ------- | ------------ | ------------ | ------------ | ------------ | ------------ | ------------ | ------ | ------ | ------ | ------ | ------ | ------ | --- |
| Serie A       | 25    | 15      | 6       | 7       | 2       | 15      | 10      | 15           | 1            | 4            | 10           | 6            | 22           | 30     | 7      | 11     | 12     | 21     | 32     | -11 |
| Coppa Italia  | 3     | -       | -       | -       | -       | -       | -       | 3            | 1            | 1            | 1            | 3            | 3            | 3      | 1      | 1      | 1      | 3      | 3      | 0   |
| Coppa Mitropa |       | 1       | 1       | 0       | 0       | 1       | 0       | 1            | 0            | 0            | 1            | 0            | 3            | 2      | 1      | 0      | 1      | 1      | 3      | -2  |
| Totale        |       | 16      | 7       | 7       | 2       | 16      | 10      | 19           | 2            | 5            | 12           | 9            | 28           | 35     | 9      | 12     | 14     | 25     | 38     | -13 |

### Statistiche dei giocatori
| Giocatore     | Serie A  | Serie A | Coppa Italia | Coppa Italia | Coppa Mitropa | Coppa Mitropa | Totale   | Totale |
| Giocatore     | Presenze | Reti    | Presenze     | Reti         | Presenze      | Reti          | Presenze | Reti   |
| ------------- | -------- | ------- | ------------ | ------------ | ------------- | ------------- | -------- | ------ |
| S. Bercellino | 18       | 3       | 1            | 0            | ?             | 0             | 19+      | 3      |
| I. Cei        | 14       | -15     | -            | -            | ?             | -?            | 14+      | -15+   |
| G. Costantini | 2        | 0       | 3            | 0            | ?             | 0             | 5+       | 0      |
| A. De Bellis  | 7        | 0       | -            | -            | ?             | 0             | 7+       | 0      |
| E. Ferrari    | 27       | 5       | 2            | 0            | ?             | 0             | 29+      | 5      |
| G. Ferretti   | 13       | -8      | 2            | -2           | ?             | 0             | 15+      | -10    |
| G. Furino     | 27       | 1       | 3            | 0            | ?             | 0             | 30+      | 1      |
| G. Geotti     | 5        | -7      | 1            | -1           | ?             | 0             | 6+       | -8     |
| M. Giubertoni | 30       | 0       | 3            | 0            | ?             | 0             | 33+      | 0      |
| S. Gori       | -        | -       | 2            | 0            | ?             | 0             | 2+       | 0      |
| C. Lancini    | 29       | 0       | 3            | 0            | ?             | 0             | 32+      | 0      |
| G. Landoni    | 25       | 0       | 2            | 0            | ?             | 0             | 27+      | 0      |
| F. Landri     | 24       | 0       | 3            | 0            | ?             | 0             | 27+      | 0      |
| A. Maggioni   | 25       | 0       | -            | -            | ?             | 0             | 25+      | 0      |
| E. Nova       | 1        | 0       | 1            | 1            | ?             | 0             | 2+       | 1      |
| S. Pellizzaro | 27       | 10      | 2            | 0            | ?             | 1             | 29+      | 11     |
| G. Perrucconi | 9        | 0       | 1            | 0            | ?             | 0             | 10+      | 0      |
| E. Reja       | 27       | 0       | 2            | 0            | ?             | 0             | 29+      | 0      |
| I. Sgrazzutti | 7        | 0       | -            | -            | ?             | 0             | 7+       | 0      |
| G. Troja      | 24       | 1       | 3            | 2            | ?             | 0             | 27+      | 3      |